# Folktronica
Folktronica é um gênero de música que inclui vários elementos do folk e electronica, muitas vezes apresentando amostras de instrumentos acústicos, especialmente instrumentos de cordas, e incorporando elementos do hip hop, dance e música eletrônica. Laptops são geralmente utilizados durante o processo de gravação, e por vezes, em apresentações ao vivo. O The Ashgate Research Companion to Popular Musicology descreve folktronica como "um termo que abrange diversos estilos de artistas que combinam as batidas mecânicas do dance com elementos de folk e rock acústico."

## História
O termo Folktronica foi cunhado pelo escritor de música Jim Byers no extinto site BurnitBlue.com, durante a proliferação de rótulos como o Twisted Nerve de Manchester, responsável pelo surgimento de Badly Drawn Boy  mas com as suas origens na música eletrônica. Mais tarde foi usado para descrever a música que vem de Kieran Hebden e seu projeto Four Tet, desde 2001. Segundo a Matt LeMay da Pitchfork Media, em 2001, os artista  de pós-pop Momus lançaram um álbum intitulado Folktronic deliberadamente explorando (e satirizando) a fusão. Um gênero similar é "Laptop pop", que se refere a uma forma ligeiramente mais minimalista de folk eletrônico.
Gravações chave do gênero, de acordo com o The Sunday Times, incluem as canções Pause de Four Tet, Mother's Daughter and Other Songs de Tunng e The Milk of Human Kindness de Caribou.
Mesmo sendo algo aparentemente novo, o termo também é usado hoje para descrever o som de alguns grupos surgidos em meados dos anos 1990, como Beta Band, por exemplo.